# Agrotis faticana
Agrotis faticana là một loài bướm đêm trong họ Noctuidae.